# Râul Alunișu, Dămuc
Râul Alunișu este un curs de apă, afluent al Pârâului Sec. 

## Hărți
- Harta Munții Hășmaș  Arhivat în 26 iunie 2008, la Wayback Machine.
- Harta Munții Tarcău  Arhivat în 22 februarie 2010, la Wayback Machine.